# Wessmar
Wessmar är en ortsteil i byn Raßnitz i kommunen Schkopau i Saalekreis i förbundslandet Sachsen-Anhalt i Tyskland.
Den tyska dubbelagenten Werner Stiller föddes i Wessmar.